# Zdeněk Nešpor
Zdeněk R. Nešpor (* 23. června 1976 Praha) je český vysokoškolský pedagog se zájmem o religionistiku, sociologii náboženství a antropologii. V současné době působí na Fakultě humanitních studií Univerzity Karlovy a v Sociologickém ústavu AV. Je autorem několika monografií a odborných článků, které jsou zaměřeny především na náboženskou problematiku.
Je hlavním editorem Sociologické encyklopedie (Sociologický ústav AV ČR, v.v.i., 2017) a Religionistické encyklopedie (Sociologický ústav AV ČR, v.v.i., 2020).

## Výběrová bibliografie
- Reemigranti a sociálně sdílené hodnoty: Prolegomena k sociologickému studiu českých emigračních procesů 20. století se zvláštním zřetelem k západní reemigraci 90. let. [s.l.]: [s.n.], 2002. Dostupné online. ISBN 80-7330-017-6.
- Víra bez církve? Východočeské toleranční sektářství v 18. a 19. století, 2004
- Děkuji za bolest...: Náboženské prvky v české folkové hudbě 60.–80. let, 2006
- Čeští nekatolíci v 18. století. Mezi pronásledováním a náboženskou tolerancí, 2007. ISBN 978-80-86971-27-8
- Sociologie náboženství, 2007 (s Dušanem Lužným). ISBN 978-80-7367-251-5
- Encyklopedie moderních evangelických (a starokatolických) kostelů Čech, Moravy a českého Slezska, 2009. ISBN 978-80-7017-129-5
- Variety české religiozity v „dlouhém“ 19. století (1780-1918) / s Kaiserovou, Kristínou (ed.) Ústí nad Labem: Albis International, 2010, s. 379-391(393). ISBN 978-80-86971-02-5
- Století evangelických časopisů 1849–1948, 2010. ISBN 978-80-7017-139-4
- Encyklopedie menších křesťanských církví v České republice, 2016. ISBN 978-80-246-3315-2
- Sociologická encyklopedie, 2017
- Malý slovník českých nekatolických náboženských osobností 20. a 21. století, 2019. ISBN 978-80-7017-261-2
- Česká a slovenská religiozita po rozpadu společného státu, 2020. ISBN 978-80-246-4555-1
- Religionistická encyklopedie, 2020
- Encyklopedie Církve československé husitské, 2022. ISBN 978-80-246-5357-0